# Dymchurch
Dymchurch es una parroquia civil y un pueblo del distrito de Folkestone and Hythe, en el condado de Kent (Inglaterra).

## Geografía
Según la Oficina Nacional de Estadística británica, Dymchurch tiene una superficie de 5,8 km².

## Demografía
Según el censo de 2001, Dymchurch tenía 3605 habitantes (48,93% varones, 51,07% mujeres) y una densidad de población de 621,55 hab/km². El 15,51% eran menores de 16 años, el 72,18% tenían entre 16 y 74 y el 12,32% eran mayores de 74. La media de edad era de 46,5 años. Del total de habitantes con 16 o más años, el 19,44% estaban solteros, el 61,36% casados y el 19,21% divorciados o viudos.
El 96,48% de los habitantes eran originarios del Reino Unido. El resto de países europeos englobaban al 1,64% de la población, mientras que el 1,89% había nacido en cualquier otro lugar. Según su grupo étnico, el 99,28% eran blancos, el 0,39% mestizos, el 0,11% chinos y el 0,08% de cualquier otro salvo asiáticos y negros. El cristianismo era profesado por el 78,17%, el budismo por el 0,25%, el judaísmo por el 0,14%, el islam por el 0,22% y cualquier otra religión, salvo el hinduismo y el sijismo, por el 0,31%. El 12,09% no eran religiosos y el 8,82% no marcaron ninguna opción en el censo.
1469 habitantes eran económicamente activos, 1390 de ellos (94,62%) empleados y 79 (5,38%) desempleados. Había 1576 hogares con residentes, 68 vacíos y 51 eran alojamientos vacacionales o segundas residencias.